# Le Mesnil-sur-Oger
Le Mesnil-sur-Oger ist eine französische Gemeinde mit 1001 Einwohnern (Stand 1. Januar 2022) im Département Marne in der Region Grand Est. Von Le Mesnil-sur-Oger aus hat man einen Blick auf die weitläufigen katalaunischen Felder. Sie gehört zum Kanton Vertus-Plaine Champenoise (bis 2015: Kanton Avize).

## Lage

Zug der Hunnen bis zur Schlacht auf den katalaunischen Feldern

Le Mesnil liegt im Weinbaugebiet Champagne, gut 40 km südlich von Reims und etwa 30 km westlich von Chalons-en-Champagne.

## Geschichte
Im Gebiet, in dem Mesnil liegt, fand 451 die Schlacht auf den Katalaunischen Feldern statt, in der ein römisch-westgotisches Heer unter Flavius Aëtius die Hunnen unter Attila besiegte und damit deren Vormarsch in Europa zum Erliegen brachte.

### Bevölkerungsentwicklung
| Jahr                       | 1962 | 1968 | 1975 | 1982 | 1990 | 1999 | 2005 | 2010 | 2018 |
| -------------------------- | ---- | ---- | ---- | ---- | ---- | ---- | ---- | ---- | ---- |
| Einwohner                  | 1366 | 1385 | 1381 | 1204 | 1118 | 1077 | 1227 | 1208 | 1082 |
| Quellen: Cassini und INSEE |      |      |      |      |      |      |      |      |      |

## Wirtschaft

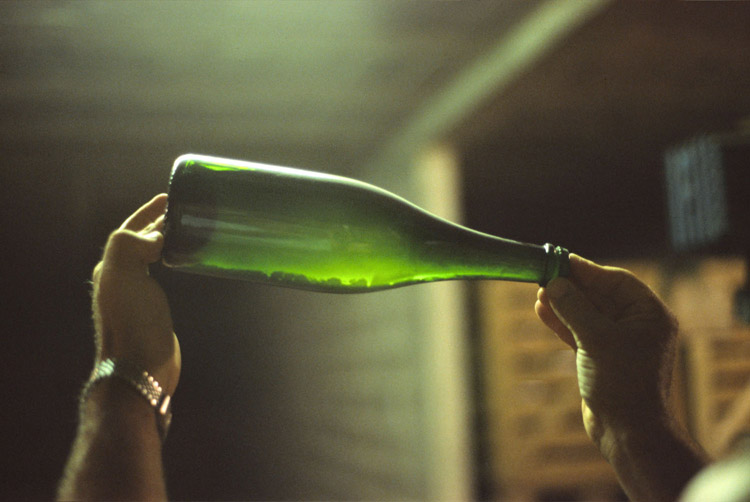
Champagner-Flasche vor dem Degorgieren, der Bodensatz ist deutlich zu erkennen

Le Mesnil ist für seine Champagner bekannt. Auf 423 ha wird ausschließlich Chardonnay angebaut.

### Bekannte Weinlagen
Le Mesnil gehört laut Comité Interprofessionnel du Vin de Champagne zu den als Grand Cru klassifizierten Gemeinden des Weinbaugebietes Champagne. Unter Fachleuten gilt die Lage Clos du Mesnil, die sich mitten in der Gemeinde befindet, als die beste. Sie befindet sich in Alleinbesitz des Champagnerhauses Krug aus Reims.

### Bekannte Marken
In Le Mesnil sind unter anderem folgende Champagner-Häuser ansässig:
- Robert Moncuit
- Salon
- François Girard

## Sehenswürdigkeiten
In der Kirche Saint-Nicolas aus dem 11. und 12. Jahrhundert finden sich schöne Holzschnitzereien aus dem 17. Jahrhundert.

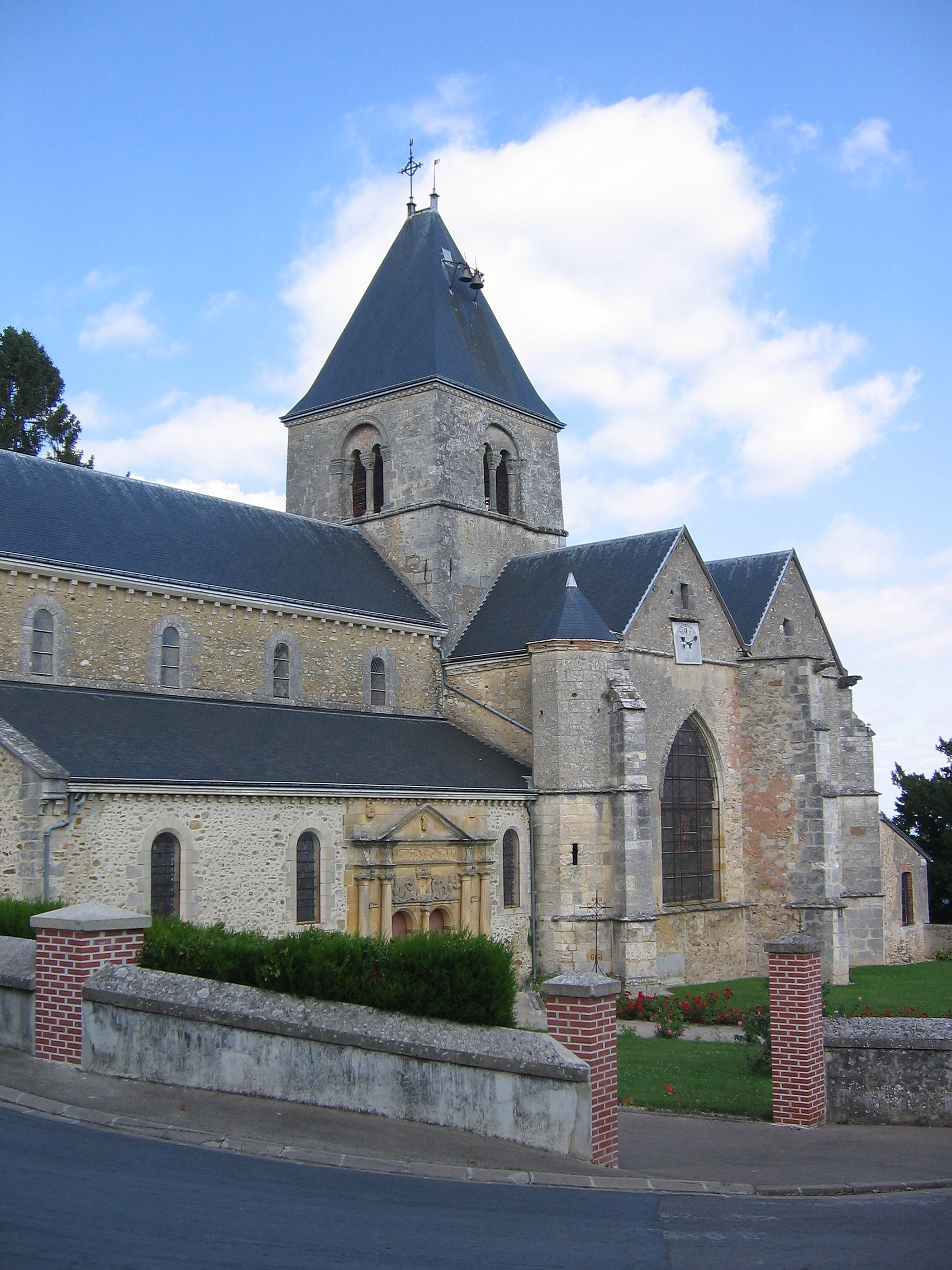
Kirche Saint-Nicolas

## Persönlichkeiten
- Daniel Rondeau (* 1948), Schriftsteller, Journalist, Essayist, Verleger, Diplomat und Mitglied der Académie française.

## Partnerschaft
Le Mesnil pflegt eine Gemeindepartnerschaft zur deutschen Gemeinde Leiwen im Weinbaugebiet Mosel-Saar-Ruwer (Rheinland-Pfalz).